# Роз-Делл (тауншип, Миннесота)
Роз-Делл (англ. Rose Dell) — тауншип в округе Рок, Миннесота, США. На 2000 год его население составило 214 человек.

## География
По данным Бюро переписи населения США площадь тауншипа составляет 125,0 км², из которых 125,0 км² занимает суша, а 0,1 км² — вода (0,04 %).

## Демография
По данным переписи населения 2000 года здесь находились 214 человек, 79 домохозяйств и 65 семей.  Плотность населения —  1,7 чел./км².  На территории тауншипа расположено 87 построек со средней плотностью 0,7 построек на один квадратный километр. Расовый состав населения: 99,07 % белых, 0,47 % коренных американцев и 0,47 % азиатов.
Из 79 домохозяйств в 34,2 % воспитывались дети до 18 лет, в 79,7 % проживали супружеские пары и в 17,7 % домохозяйств проживали несемейные люди. 16,5 % домохозяйств состояли из одного человека, при том 10,1 % из — одиноких пожилых людей старше 65 лет. Средний размер домохозяйства — 2,71, а семьи — 3,06 человека.
28,5 % населения — младше 18 лет, 7,9 % — в возрасте от 18 до 24 лет, 22,4 % — от 25 до 44, 22,4 % — от 45 до 64, и 18,7 % — старше 65 лет. Средний возраст — 39 лет. На каждые 100 женщин приходилось 118,4 мужчин.  На каждые 100 женщин старше 18 приходилось 109,6 мужчин.
Средний годовой доход домохозяйства составлял 37 250 долларов, а средний годовой доход семьи —  38 750 долларов. Средний доход мужчин —  30 833  доллара, в то время как у женщин — 22 031. Доход на душу населения составил 16 567 долларов. За чертой бедности находились 6,3 % семей и 6,3 % всего населения тауншипа, из которых 8,3 % младше 18 и 7,5 % старше 65 лет.